# Liste der Naturdenkmale in Ühlingen-Birkendorf
| Naturdenkmale | Anzahl |
| ------------- | ------ |
| FND           | 3      |
| END           | 2      |
| Gesamt        | 5      |

Die Liste der Naturdenkmale in Ühlingen-Birkendorf nennt die verordneten Naturdenkmale (ND) der im baden-württembergischen Landkreis Waldshut liegenden Gemeinde Ühlingen-Birkendorf. In Ühlingen-Birkendorf gibt es insgesamt 5 als Naturdenkmal geschützte Objekte, davon 3 flächenhafte Naturdenkmale (FND) und 2 Einzelgebilde-Naturdenkmale (END).
Stand: 1. November 2016.

## Flächenhafte Naturdenkmale (FND)
| Name                     | Bild | Kennung     | Einzelheiten        | Position | Fläche Hektar | Datum         |
| ------------------------ | ---- | ----------- | ------------------- | -------- | ------------- | ------------- |
| Der Falkenstein          |      | 83371280001 | Ühlingen-Birkendorf | ???      | 2,0           | 13. Okt. 1949 |
| Der Schwedenfelsen       |      | 83371280002 | Ühlingen-Birkendorf | ???      | 2,0           | 13. Okt. 1949 |
| Straußenfarnstandort     |      | 83371280005 | Ühlingen-Birkendorf | ???      | 0,0           | 24. Juli 1968 |
| Legende für Naturdenkmal |      |             |                     |          |               |               |

## Einzelgebilde (END)
| Name                     | Bild | Kennung     | Einzelheiten        | Position | Fläche Hektar | Datum         |
| ------------------------ | ---- | ----------- | ------------------- | -------- | ------------- | ------------- |
| Die Kanderlaberfichte    |      | 83371280003 | Ühlingen-Birkendorf | ???      | 0,0           | 13. Okt. 1949 |
| Kastanienbäume           |      | 83371280004 | Ühlingen-Birkendorf | ???      | 0,0           | 27. Okt. 1950 |
| Legende für Naturdenkmal |      |             |                     |          |               |               |